# Neolophonotus agrestis
Neolophonotus agrestis là một loài ruồi trong họ Asilidae. Neolophonotus agrestis được Londt miêu tả năm 1985. Loài này phân bố ở vùng nhiệt đới châu Phi.